# トロツキー研究所
トロツキー研究所（トロツキーけんきゅうじよ）は、かつて東京都中野区（後に財政上の理由で福生市に移転）に事務局を置いていた、トロツキーの研究団体。機関誌『トロツキー研究』を発行していた。
1990年に東京都で開かれたトロツキー没後50周年記念シンポジウムを機に、トロツキーに関する文献資料の収集・保管・研究・普及を目的に1991年5月に結成された。
機関誌の中心的編集者は西島栄（森田成也）・志田昇・湯川順夫だった。
非党派的な研究機関を装っていたが、マンデル没後に機関誌に特集を組んだり、彼の党派的論争文を掲載したりするなど、第4インターナショナル統一書記局（マンデル派）系統の組織とみられていた。
当初は機関誌は年4回刊行されていたが、その後発行頻度が年1、2回程度に落ちた。読者数は数百名とみられていた。かつては公式サイトを開設していたが、2009年頃に閉鎖されている。
2016年7月、元所長の塩川喜信が死去。
2018年1月24日付でトロツキー研究所事務局の名義で「トロツキー研究所閉鎖のお知らせとカンパのお願い」を会員などに配布。会員数減少（最盛期約300人から150人以下へ）、前述の塩川に加え、上島武ら主要メンバーの死去、事務局メンバーの高齢化を理由にトロツキー研究所の閉鎖（解散）を通知した。その後2019年3月の『トロツキー研究』最終号となる第73号の発行をもって閉鎖（解散）した模様。